# Quadrangle de Sappho Patera
Le quadrangle de Sappho Patera (littéralement :  quadrangle de la patera de Sappho), aussi identifié par le code USGS V-20, est une région cartographique en quadrangle sur Vénus. Elle est définie par des latitudes comprises entre 0° et 25° N et des longitudes comprises entre 0° et 30° E,. Il tire son nom de la patera de Sappho.